# 09VI型核潜艇
09VI型核潜艇（北約代號：唐級，英语：Tang-class）是中国人民解放军海军目前研制中的第三代核动力弹道导弹潜艇，是09IV型核潜艇的後繼型，於2020年代開始生產。
從中國公布一款弹道导弹核潜艇模型中可以看出，09VI型攜帶潛射彈道飛彈數量至少14枚多於09IV型的12枚。因為09IV型核潜艇性能不夠先進，裝載巨浪-2/巨浪-3潜射弹道导弹的高大“龜背”在潛航時流體力學噪音大，遠洋執行任務容易被美、日海軍的反潛聲納偵測發現，所以建造數量少；近10年來中國引進俄羅斯基洛級潛艇所吸收潛艇靜音以及自行研發科技成果、潛艇表面先進消音瓦、下一代核反應堆以及主機筏座降躁技術有所突破，所以中國海軍轉而研製更先進的09-VI型。
美国军事网站“战略之页”报道称，中国一艘09VI型弹道导弹战略核潜艇被发现正在下海试航。在最新一批建造的09VI型战略核潜艇上，中国修复了许多设计上的缺陷，其性能得到大幅提高。美国情报专家认为，中国目前集中于设计新型09VI型核潜艇，可能具备在极地冰盖下发射导弹的能力，甚至可能具备水下發射運載火箭搭載人造衛星進入近地軌道的能力。
2018年5月，外国卫星捕捉到的渤船重工新车间外的核潜艇零件。2014年5月，在三亚的核潜艇基地有卫星拍摄到三艘弹道导弹核潜艇同时在港停泊的影像，其中一艘与另外一艘外观尺寸并不相同，但明显比09IV型核潛艇大很多，据猜测其可能为09VI型潜艇。